# Dan Bain
Donald Henderson "Dan" Bain (Ontario, Belleville, 1874. február 14. – Manitoba, Winnipeg, 1962. augusztus 15.) kanadai atléta és kereskedő. Sok sportban érdekelt volt: jégkorong, görkorcsolya, gimnasztika, műkorcsolya, golf, lövészet stb. Két Stanley-kupát nyert a Winnipeg Victoriasszal (1896, 1901).

## Sport karrier
Első aranyérmét 13 évesen görkorcsolyában nyerte az utolsót pedig 56 évesen műkorcsolyában. Tagja volt 1893-as Winnipeg Victoriasnak mely 11-ből 9 mérkőzést megnyert a keleti jégkorongcsapatok közül. Két Stanley-kupa győzelemre vezette a csapatot (1896, 1901), és így ők lettek az első nem montréali csapat, amely megnyerte a kupát. 1903-ban nemzeti lövészet bajnok lett.

## Dijai, elismerései
- Stanley-kupa: 1896, 1901
- Jégkorong Hírességek Csarnokának a tagja: 1945[1][2]
- Tagja a Canada's Sports Hall of Fame-nek
- Tagja a Manitoba Hockey Hall of Fame-nek
- Tagja a Manitoba Sports Hall of Fame and Museumnak